# Sikander Jâh Asaf Jâh III
Muzaffar al-Mamaluk, Nizâm al-Mulk, Nizâmad-Dawla, Nabab Mir Akbar `Alî Khân Bahadur Fulad Asaf Jâh III, Asaf Jâh III ou Sikander Jâh (digne d'Alexandre) est le troisième des sept souverains ayant pris le nom d'Asaf Jâh et le sixième de la dynastie des Nizâm de l'Hyderâbâd en 1803. Il est le second fils de Asaf Jâh II. Il est né le 11 novembre 1768. Il règne sous le nom d'Asaf Jâh III jusqu'à sa mort le 21 mai 1829.

## Biographie
En 1795, son père, Asaf Jâh II, est vaincu par les Marathes, pendant cette campagne son frère aîné se rebelle contre son père. Il est vaincu et emprisonné. On le retrouve mort sur les berges de la rivière Munjira le 24 novembre 1795.
Le 18 septembre 1782, il reçoit le titre d'Asad Jang (lion de la guerre) et d'Asad ad-Dawla (lion de la dynastie) puis il est promu Asaf al-Mulk (Asaf du royaume) et finalement Sikander Jâh comme commandant des troupes d'Hyderâbâd envoyées combattre Tipû Sâhib de Mysore en 1791.

### Le règne
Asaf Jâh II meurt à l'âge de 69 ans, le 6 août 1803, dans le palais Chowmahalla à Hyderâbâd. Le 11 août 1803, Sikander Jâh Asaf Jâh III succède à son père dans ses fonctions de souverain (sudebar) du Deccan.
Le 9 mai 1804, Arastu Jâh décède. Il avait été le ministre d'Asaf Jâh II pendant près de 30 ans.
Le 25 juillet 1804, Mir-Alam devient premier ministre. Il commence la construction du lac réservoir qui porte son nom. Le chantier est terminé le 8 juin 1806. Ce lac est situé au sud-ouest de l'agglomération d'Hyderâbâd. Le chantier est supervisé par Henry Russell, ingénieur britannique du régiment du génie de Madras.
D'octobre à décembre 1805, Henry Russell est le résident britannique en Inde. Il est remplacé dans ce poste par Thomas Sydenham jusqu'en 1810 puis par Charles Russell, frère d'Henry Russell, jusqu'en 1811.
En 1806, le campement de l'armée britannique situé au nord-est de la ville est nommé Sikanderâbâd en l'honneur de Sikander Jâh Asaf Jâh III, ce nom est ensuite latinisé en Secunderâbâd. Le colonel Lang y établit le quartier général de l'intendance des forces armées britanniques en vertu du traité signé en 1798. Ce campement britannique devient le plus grand des Indes. 
En 1808, Munir al-Mulk succède à Mir-Alam au poste de premier ministre.
En décembre 1811, Henry Russel est nommé, à nouveau, résident britannique en Inde.Russell ne fait que défendre aux Indes les intérêts britanniques. Il pousse le Nizâm à signer des traités où il accepte que les troupes britanniques postées à Hyderâbâd soient renforcées.
En 1812, Henry Russell installe un contingent connu sous le nom de « Brigade Russell », et plus tard sous celui du contingent d'Hyderâbâd. 
Le gouvernement de l'Hyderâbâd manque d'argent, les caisses de l'état se vident. Les taux d'intérêt montent jusqu'à 25 %. Le Nizâm doit vendre des territoires à des compagnies britanniques. 

### La mort
En 1826, la fille favorite de Sikander Jâh décède. C'est un choc qui va le mener lentement vers sa mort le 21 mai 1829. Son fils aîné Nasir ad-Dawla lui succède sous le nom Asaf Jâh IV.

## Descendants
Asaf Jâh III a eu trois épouses dont une fille d'esclave qui lui donnent dix fils et neuf filles